# Шиманово (Острудский повет)
Шиманово (пол. Szymanowo, до 1945 года — нем. Simonetti) — деревня в Польше, находятся в Острудском повяте Варминьско-Мазурского воеводства, относится к гмине Моронг. Находится в километре к западу от Моронга.
В 1973 году деревня относилась к Моронгскому повяту. В 1975—1998 годы административно относилось к Ольштынскому воеводству.